# Nina, die weiße Sklavin
Nina, die weiße Sklavin ist ein dänischer Stummfilm aus dem Jahr 1912.

## Handlung
Nina, die als Artistin im Varieté auftritt, hat sich in den schmucken Marineoffizier Thomsen verliebt. Da es etwas Ernstes werden soll, stellt sie ihn ihrer Mutter vor. Wenig später muss er zurück auf sein Schiff und in See stechen. Während seiner Abwesenheit beginnt ihr der Chef des Varietés penetrant nachzustellen, sodass sich Nina dazu entscheidet, diesem Etablissement den Rücken zu kehren. Ein Engagementangebot aus St. Petersburg erscheint ihr sehr verlockend, und so reist sie in die damalige russische Hauptstadt ab. Doch sie ist in eine Falle von Mädchenhändlern getappt, die die hübsche Nina in ihrem Bordell zur Prostitution zwingen wollen.
Wie der Zufall es will, führt wenig später Leutnant Thomsens Dienstfahrt nach St. Petersburg. Er sucht nach Nina, muss aber feststellen, dass kein seriöses Theater Nina eingestellt hat. Die Polizei kann ihm auch nicht weiterhelfen, und so kommt Thomsen ein zweiter Zufall zur Hilfe, als er bei einem nächtlichen Bummel durch die russische Metropole Ninas Verschwinden auf die Spur kommt. Er findet sie wieder und versucht ihr bei der Flucht zu helfen. Doch die Mädchenhändler passen auf und schlagen den Marineoffizier nieder. Als die Polizei sich um ihn kümmert, geht sie nun Ninas Verschwinden ernsthaft nach. Der Fluchtweg des Kidnappers und Bordellbetreibers Cohn führt auf ein Schiff, wo Nina befreit und Cohn verhaftet werden kann.

## Produktionsnotizen
Nina, die weiße Sklavin ist der letzte Teil eines dreiteiligen Filmzyklus zum Thema Mädchenhandel, den die Nordisk Film Kompagni von 1910 bis 1912 herstellte. Der Film war 665 Meter lang und lief am 28. November 1912 im Kopenhagener Kosmorama an. Der dänische Haupttitel heißt, deutsch übersetzt, „Das berüchtigte Haus“.